# Orestias ututo
Orestias ututo är en fiskart som beskrevs av Parenti, 1984. Orestias ututo ingår i släktet Orestias och familjen Cyprinodontidae. Inga underarter finns listade i Catalogue of Life.